# はみだし しゃべくりラジオ キックス
『はみだし しゃべくりラジオ キックス』は、YBSラジオで2013年4月1日から放送しているラジオ番組。放送時間は平日 13:00 - 16:30。

## 概要
2013年3月に終了した『Talk魂765 Go!Go!イチ』に代わり放送されているYBSラジオの昼の生放送ワイド番組。
2020年度にはコロナ禍による緊急事態宣言及びまん延防止等重点措置下での県境を越えての移動が好まれなかった時期があり、東京在住のパーソナリティは甲府への移動ができず、東京支社の銀座スタジオから出演していた。
2022年6月1日に銀座にある山梨放送東京支社内に『Tokyo 909 Studio』が完成し、木曜担当のダンビラムーチョは6月2日の放送で初鳴きを行った（4月、5月は芝公園のスタジオから出演していた）。
2025年3月31日、山梨放送本社にあるラジオスタジオの呼称が「ラララ♪スタジオ」から「YBS 909 スタジオ」に変更されたことに伴い、4月10日放送よりオープニングジングルの男性の「Live from LaLaLa♪Studio」のアナウンス部分が女性の「YBSラジオFM909」アナウンスに変更された。

## 出演者

### パーソナリティ・アシスタント
各曜日ごとに異なるパーソナリティが1人と、アシスタントのアナウンサー1人の2人で放送していたが、2021年度より、アシスタントが廃止され、パーソナリティ2人で放送している。（太字はYBSアナウンサー）
2025年度
- 月曜日　いしいそうたろう・森川真帆
- 火曜日　みほとけ・塩澤未佳子
- 水曜日　森田絵美・深田幹規
- 木曜日　世間知らズ・服部廉太郎
- 金曜日　山田ルイ53世・森田絵美

歴代
| 期間      | 期間      | 月曜日                    | 火曜日                  | 水曜日                      | 木曜日                    | 金曜日                                 |
| --------- | --------- | ------------------------- | ----------------------- | --------------------------- | ------------------------- | -------------------------------------- |
| 2013.4.1  | 2014.3.28 | 梶原しげる 塩澤未佳子     | マキタスポーツ 依田智子 | いしいそうたろう 塩澤未佳子 | 山田ルイ53世 三浦実夏     | 宮川賢 塩澤未佳子                      |
| 2014.3.31 | 2015.3.27 | 梶原しげる 塩澤未佳子     | プチ鹿島 塩澤未佳子     | いしいそうたろう 塩澤未佳子 | 山田ルイ53世 三浦実夏     | 宮川賢 塩澤未佳子                      |
| 2015.3.30 | 2016.4.1  | 梶原しげる 塩澤未佳子     | プチ鹿島 塩澤未佳子     | いしいそうたろう 塩澤未佳子 | 山田ルイ53世 三浦実夏     | ブルボンヌ 三浦実夏                    |
| 2016.4.4  | 2017.3.31 | 梶原しげる 塩澤未佳子     | プチ鹿島 塩澤未佳子     | いしいそうたろう 海野紀恵   | 山田ルイ53世 三浦実夏     | ブルボンヌ 三浦実夏                    |
| 2017.4.3  | 2018.3.30 | 梶原しげる 塩澤未佳子     | プチ鹿島 塩澤未佳子     | いしいそうたろう 海野紀恵   | 山田ルイ53世 加藤響子     | ブルボンヌ 村上幸政                    |
| 2018.4.2  | 2019.3.29 | 梶原しげる 塩澤未佳子     | プチ鹿島 塩澤未佳子     | いしいそうたろう 海野紀恵   | 山田ルイ53世 加藤響子     | ブルボンヌ ハードキャッスル エリザベス |
| 2019.4.1  | 2020.3.27 | 梶原しげる 塩澤未佳子     | プチ鹿島 海野紀恵       | いしいそうたろう 海野紀恵   | 山田ルイ53世 小松千絵     | ブルボンヌ 塩澤未佳子                  |
| 2020.3.30 | 2020.10.2 | 梶原しげる 塩澤未佳子     | プチ鹿島 海野紀恵       | いしいそうたろう 水越千尋   | 山田ルイ53世 小松千絵     | ブルボンヌ 塩澤未佳子                  |
| 2020.10.5 | 2020.12.4 | 梶原しげる 塩澤未佳子     | プチ鹿島 海野紀恵       | いしいそうたろう 森田絵美   | 山田ルイ53世 小松千絵     | ブルボンヌ 塩澤未佳子                  |
| 2020.12.7 | 2021.3.26 | 梶原しげる 塩澤未佳子     | プチ鹿島 海野紀恵       | ダンビラムーチョ 森田絵美   | 山田ルイ53世 小松千絵     | ブルボンヌ 塩澤未佳子                  |
| 2021.3.29 | 2022.4.1  | 櫻井和明 塩澤未佳子       | プチ鹿島 海野紀恵       | 和泉義治 水越千尋           | 海野紀恵 深田幹規         | 山田ルイ53世 森田絵美                  |
| 2022.4.4  | 2023.3.31 | いしいそうたろう 小松千絵 | プチ鹿島 塩澤未佳子     | 森田絵美 深田幹規           | ダンビラムーチョ 岡本桃香 | 山田ルイ53世 森田絵美                  |
| 2023.4.3  | 2023.9.29 | いしいそうたろう 小松千絵 | プチ鹿島 塩澤未佳子     | 森田絵美 深田幹規           | 世間知らズ 岡本桃香       | 山田ルイ53世 森田絵美                  |
| 2023.10.2 | 2024.3.29 | いしいそうたろう 小松千絵 | プチ鹿島 塩澤未佳子     | 森田絵美 深田幹規           | 世間知らズ 服部廉太郎     | 山田ルイ53世 森田絵美                  |
| 2024.4.1  | 2025.3.28 | いしいそうたろう 三浦実夏 | みほとけ 澤澤未佳子     | 森田絵美 深田幹規           | 世間知らズ 服部廉太郎     | 山田ルイ53世 森田絵美                  |
| 2025.3.31 | 現在      | いしいそうたろう 森川真帆 | みほとけ 澤澤未佳子     | 森田絵美 深田幹規           | 世間知らズ 服部廉太郎     | 山田ルイ53世 森田絵美                  |

### ソトカラinfo リポーター
| 2023年度 | 水・金曜日 | 三浦実夏 |
| 2024年度 | 水・金曜日 | 三浦実夏 |
| 2025年度 | 火・金曜日 | 三浦実夏 |

### スコーパーキャスター
| 2013年度 | 加藤明子、横川紘子、角田郁帆       |
| 2014年度 | 大澤真依、山田千尋、原厚美         |
| 2015年度 | 大澤真依、山田千尋、原厚美         |
| 2016年度 | 大澤真依、山田千尋、原厚美         |
| 2017年度 | 三木礼菜、三浦志織、勝俣栄太郎     |
| 2018年度 | 三木礼菜、三浦志織、勝俣栄太郎     |
| 2019年度 | 三木礼菜、三浦志織、勝俣栄太郎     |
| 2020年度 | 三木礼菜、齋藤里佳、山﨑祐依       |
| 2021年度 | 三木礼菜、齋藤里佳、山﨑祐依       |
| 2022年度 | 山﨑祐依(-9月)、染谷香衣、神谷真子 |

## コーナー

### 現在
|             | 月曜日 | 火曜日 | 水曜日 | 木曜日 | 金曜日 |
| ----------- | --- | --- | --- | --- | --- |
| 13:00       | オープニング | オープニング | オープニング | オープニング | オープニング |
| 13:20       | はみだしTOPICS 各曜日パーソナリティが気になった新聞記事を紹介するコーナー。 | はみだしTOPICS 各曜日パーソナリティが気になった新聞記事を紹介するコーナー。 | はみだしTOPICS 各曜日パーソナリティが気になった新聞記事を紹介するコーナー。 | はみだしTOPICS 各曜日パーソナリティが気になった新聞記事を紹介するコーナー。 | はみだしTOPICS 各曜日パーソナリティが気になった新聞記事を紹介するコーナー。 |
| 13:30       | | ソトカラinfo 生中継コーナー。リポーター三浦実夏が県内のお店の宣伝部長になり、お店や事務所にお邪魔して楽しくリポート。                                                           | | | ソトカラinfo |
| 13:50       | YBS道路交通情報 | YBS道路交通情報 | YBS道路交通情報 | YBS道路交通情報 | YBS道路交通情報 |
| 13:52       | YBSラジオニュ－ス・天気予報 | YBSラジオニュ－ス・天気予報 | YBSラジオニュ－ス・天気予報 | YBSラジオニュ－ス・天気予報 | YBSラジオニュ－ス・天気予報 |
| 13:56       | 盗難車情報 | 盗難車情報 | 盗難車情報 | 盗難車情報 | 盗難車情報 |
| 13:58       | 県からのお知らせ | 県からのお知らせ | 県からのお知らせ | 県からのお知らせ | 県からのお知らせ |
| 14:00       | クイズ！せんたックス パーソナリティにまつわるクイズを出題し、YBSアプリやメールなどで回答を募集するコーナー。 正解者の中から抽選で各曜日ごと、異なるプレゼントをプレゼントする。 | クイズ！せんたックス パーソナリティにまつわるクイズを出題し、YBSアプリやメールなどで回答を募集するコーナー。 正解者の中から抽選で各曜日ごと、異なるプレゼントをプレゼントする。 | クイズ！せんたックス パーソナリティにまつわるクイズを出題し、YBSアプリやメールなどで回答を募集するコーナー。 正解者の中から抽選で各曜日ごと、異なるプレゼントをプレゼントする。                         | クイズ！せんたックス パーソナリティにまつわるクイズを出題し、YBSアプリやメールなどで回答を募集するコーナー。 正解者の中から抽選で各曜日ごと、異なるプレゼントをプレゼントする。                                            | クイズ！せんたックス パーソナリティにまつわるクイズを出題し、YBSアプリやメールなどで回答を募集するコーナー。 正解者の中から抽選で各曜日ごと、異なるプレゼントをプレゼントする。                                                   |
| 14:15       | クレインpresents 月曜日のマネーCafe | はみだしヒストリー 歴史学者平山優を迎え、武田家や戦国時代・日本の歴史を発信する。                                                                                               | あつまれ！新作の森 新しもの好きの森田が様々な新作を紹介する。 | はみだし珍生相談 テレホン人生相談では取り上げられないようなリスナーからの素朴な悩みや些細な相談事にご意見番の味あじ美が答える。                                                                                            | ワイルド鑑定団 山田ルイ53世にインパクトあるモノを紹介していく。 |
| 14:30       | | | HELLO! 1966 甲府駅・北口、山日YBS本社2Fのショップ「YAMANASHI BUNKA KAIKAN 1966」の魅力を届ける。 （不定期） もっくんと森ちゃんのソングオブメモリーズ 深田と森田がテーマに沿って思い出ソングを紹介する。 | （不定期） つながるポリテクMake You Happy | |
| 14:46       | 春季：花粉情報、夏季：紫外線情報 | 春季：花粉情報、夏季：紫外線情報 | 春季：花粉情報、夏季：紫外線情報 | 春季：花粉情報、夏季：紫外線情報 | 春季：花粉情報、夏季：紫外線情報 |
| 14:50       | YBS道路交通情報 | YBS道路交通情報 | YBS道路交通情報 | YBS道路交通情報 | YBS道路交通情報 |
| 14:52       | YBSラジオニュ－ス・天気予報 | YBSラジオニュ－ス・天気予報 | YBSラジオニュ－ス・天気予報 | YBSラジオニュ－ス・天気予報 | YBSラジオニュ－ス・天気予報 |
| 14:58       | 県からのお知らせ | 県からのお知らせ | 県からのお知らせ | 県からのお知らせ | 県からのお知らせ |
| 15:00       | | | | | |
| 15:15       | あの時代にフラッシュバック！ | やってミライ | モトキの知らない絵本の世界 | さおりのMy Favorite Songs さおりがピックアップしたおすすめのアーティストや曲を紹介する。 | 情報ライブ モリネ屋 本家情報ライブ ミヤネ屋ではあまり扱われることがないようなトンデモニュースや珍事件事件を伝える。 |
| 15:30       | | ソトカラinfo 今週のみほとけ みほとけが推しほとけ様、仏像を紹介する。 | （隔週） ドレドレ？ドレッシング （隔週） 奥田歩美のラブメン！ | 世間知らズの徒然日記 世間知らズの二人が毎週交代で日常起きた出来事や気になることを自由に語るコーナー。 （月1回） 結心の やまなし、拍手かっさい！ 木曜準レギュラー河西結心（つばきファクトリー・山梨県出身）出演のコーナー。 | 行け！ルネラジ山梨営業部 文化放送制作「髭男爵・山田ルイ53世のルネッサンスラジオ」のスポンサーを見つけるため、営業レディの三浦実夏が企業・団体・お店にお邪魔し、CMプランを提案するコーナー。山田は営業部長、森田は部員という設定。 |
| 15:50       | YBS道路交通情報 | YBS道路交通情報 | YBS道路交通情報 | YBS道路交通情報 | YBS道路交通情報 |
| 15:52       | YBSラジオニュ－ス・天気予報 | YBSラジオニュ－ス・天気予報 | YBSラジオニュ－ス・天気予報 | YBSラジオニュ－ス・天気予報 | YBSラジオニュ－ス・天気予報 |
| 16:00       | まっほーっとタイム | みほとけのポジティブクリニック | リスメシ！ リスナーのお昼ご飯＝リスメシ。平日1時間のランチタイムストーリーを募って紹介する。 | あるある道場破り 大喜利コーナー。毎週お題に沿ったあるあるネタをリスナーに募集し、場外・技あり・一本の三段階でジャッジする。それとは別にさおりに免許皆伝に選ばれると、服部のサイン入りステッカーがもらえる。                | はみだし懺悔室 懺悔や後悔を素直な気持ちで告白するコーナー。 |
| 16:20 16:30 | クイズ！せんたックス正解発表 エンディング | クイズ！せんたックス正解発表 エンディング | クイズ！せんたックス正解発表 エンディング | クイズ！せんたックス正解発表 エンディング | クイズ！せんたックス正解発表 エンディング |

### 過去

#### 毎日
- 14:00 クイズ！2時のいろいろシーン

14時から電話受付を開始し、そこで電話が繋がった人にクイズを出題するコーナー。出題内容は各曜日のパーソナリティが体験した出来事などである。

#### 月曜日
- 15:30 やっほ～お元気ですか？

##### 梶原しげる期
- 14:15 気になる人にズバリ！キックス

芸能人、文化人、アスリート、さまざまな分野で活躍している「気になる人」に電話インタビューするコーナー。
- 15:15 ひっかかる日本語

梶原しげるの目に、耳に、引っ掛かった“日本語”をどんなところが「引っ掛かるのか」コラム風にトークをするコーナー。
- 16:00 やまなしをのもう

山梨のお酒を紹介するコーナー。

##### 櫻井和明＆塩澤未佳子期
- 15:15 北口★しゃべくりスタジアム

ヴァンフォーレ甲府についてしゃべるコーナー。
- 16:00 サンロードの月曜からヘルシー

2021年3月までは同局制作の「ラララ♪モーニング」のコーナーとして放送されており、そこからの移動（当番組月曜パーソナリティの櫻井が同じく月曜パーソナリティを務めていた）。2022年4月より、櫻井がひる前らじお うるさごぜん月曜担当となり、再び枠移動した。

##### いしいそうたろう＆小松千絵期
- 15:15 140字のアニソング

アニソンのおすすめポイントを140字にまとめたリクエストをリスナーから募集し、紹介するコーナー。2024年4月より小松が担当するひる前らじお うるさごぜん水曜日に移動。
- 16:00 北口ラジオサロン いしいの部屋

月曜4時に開かれるオンラインサロンならぬ、ラジオサロンという設定のいしいのコーナー。いしいが興味・関心のある、きっとためになるトピックを話す。月1回、宝島社の雑誌MonoMAXの編集長と電話を繋ぎトレンド情報を聞く。2024年4月より、宝島社の部分のみ小松が担当するひる前らじお うるさごぜん水曜日に移動した。

##### いしいそうたろう＆三浦実夏期
15:15 あなたのヴァンです。オーレヴァンフォーレ
ヴァンフォーレ甲府に関するコーナー。2025年度よりひる前らじお うるさごぜん月曜に「マンデーヴァンフォーレ」として移動。
16:00 山梨偏愛辞典
山梨独特の文化や風習、方言や県民性を五十音順でリスナーから集め、意味や使い方をまとめた山梨偏愛辞典の編纂を目指す。

#### 火曜日

##### プチ鹿島期
- 14:15 プレイバック80s

1980年代にスポットを当て、その時代に何があったのかということと、その時代のザ・ベストテンを紹介するコーナー。
- 15:15 プチ総論

プチ自身が気になった時事ネタなどを取り上げ、それについて様々な観点を加えながら解説するコーナー。
- 16:00 プチ鹿島の見出し王

タブロイド紙などが名付けそうな見出し（ウソ見出し）を募集するコーナー。

#### 水曜日

##### いしいそうたろう期
- 14:15 銀座８丁目しゃべくり劇場

銀座スタジオにお笑い芸人を呼び、事前アンケートをもとにインタビューするコーナー。
- 15:15 いしいキネマ館

映画好きのいしいがくじで引いたテーマに沿った映画を紹介するコーナー。
- 16:00 なんつったってアイドル

いしい扮する敏腕マネージャーと水越扮する自分探しの旅に消えていたアイドル「ちひひ」が新しい相方を探すオーディション（大喜利）をするコーナー。
- 16:00 北口紀恵ん寺お焚き上げの間

毎週出される問答（大喜利）にリスナーが面白く答えるコーナー。

##### 和泉義治＆水越千尋期
- 14:15 北口テレフォン劇場

現在活躍している芸人やタレントに電話をつないで、水越と和泉が話を聞いていくコーナー。
- 16:00 まごころ割烹 ちひろ

水曜4時にオープンする小料理屋「ちひろ」でぼやく常連の和泉に対して、水越扮する名物女将が答えていくコーナー。

##### 森田絵美＆深田幹規期
- 15:15 深掘幹規

深田が新作の映画や新刊書など話題の映画や本を深掘りして紹介する。
- 15:30 消毒バスターズ

武田消毒の凄腕バスターとスコーパー兼隊員染谷香衣が害虫・害獣に悩む人のところに駆けつけ、レスキューする。
- 16:00 絵美のおじさんゼミナール

金曜キックスで男爵から「もっと我々世代のことを勉強せなあかん。」と言われ続けている森田が、おじさんカルチャーをリスナー講師、プロの専門家から教えてもらうコーナー。
- 16:00 深田イイ話

リスナーからの「深イイ話」を深田が「深田イイ」か「う～ん」で判定する。創作も可。創作の場合は最後に「ウソです」と書いて投稿する。2024年4月以降、不定期コーナーに。

#### 木曜日

##### 山田ルイ53世＆三浦実夏期
- 15:30 女はつらいよ

スコーパーキャスターの山田千尋が、巷で話題の男前を紹介する問題作。テーマソングは「男はつらいよ」。
- 16:00 対極道

相対する2つの道に対してリスナーからの意見を募集し、山田ルイ53世とアシスタントでどちらが正しいか意見を戦わせ、心の道標とするコーナー。

##### 山田ルイ53世＆小松千絵期
- 15:30 三木礼三のLifestyle Respect

YBSいち陽気なスコーパー三木礼三が、県内各地で素敵なライフスタイルを送る「マジリスペクト」な人々を探して紹介するコーナー。

##### 海野紀恵＆深田幹規期
- 14:15 紀恵のはみだしプレイリスト

海野が今一番聞いてほしいと考える音楽を紹介し、流すコーナー。
- 15:15 深田のディープアクティビティ

深田が様々なアクティビティに挑戦するコーナー。
- 15:30 日本を元気に！あなたの街のささえびと[注釈 9]
- 16:00 ブックカフェ深海

ベストセラーからマニアックなものまで海野と深田が毎週1冊の本を読み、その本について深く語るコーナー。

##### ダンビラムーチョ＆岡本桃香期
- 14:30 DJオーのOhara! My Hits

DJオーがセレクトしたナイスな一曲をかけるコーナー。
- 15:15 今週の袋とじ

ダンビラムーチョの素顔が見えるコラムコーナー。
- 15:30 DRIVE A GOGO!

スコーパーの染谷香衣が新車情報をはじめ様々な車にまつわる情報を紹介する。
- 16:00 あるある大甲子園

大喜利コーナー。毎週お題に沿ったあるあるネタをリスナーに募集し、原田が三振・ヒット・ホームランの三段階でジャッジする。それとは別に大原にMVPに選ばれると、岡本のサイン入りステッカーがもらえる。

##### 世間知らズ＆服部廉太郎期
- 15:35 （不定期）ニンニン曲作っちゃいましたのコーナー

木曜キックスのテーマ曲を作ることになり、服部が作曲を担当し、曲ができたところでリスナーから詞のアイデアを募集し、完成した。曲名は2024年7月に発表されたYBS開局70周年記念ソング「いってきます」を意識し、「非公式アニバーサリーソング おかえりなさい」と命名された。PVも作製され、7月6日に開催された「ジャーン!FES」にて生歌唱とともに披露された。

#### 金曜日

##### 宮川賢＆塩澤未佳子期
- 「甲斐うえお作文」

あいうえお作文を甲斐国の甲斐に置き換えた「甲斐うえお作文」をリスナーから募集するコーナー。
- 「江戸っ子・甲斐っ子・普通の子」

東京の人、甲斐の人、そして一般的な日本人、それらの特徴を三段落ちにする。リスナーから募集するコーナー。
- 15:15 ヴァンフォーレキックス

ヴァンフォーレ甲府の最新情報を塩澤とサッカー好きの宮川が伝えるコーナー。
- 15:45 男目線・女目線

宮川がリスナーの男性意見、塩澤がリスナー女性意見をまとめて、どっちが正しいかを決めるコーナー。しかし塩澤が恋愛に疎いため、「恋愛ヨヨイのヨイ!」とコーナーを変更。男女の日常でアウトなのかセーフなのかをリスナーの投票で決めるコーナーとなった。
- 16:00 未佳子の山梨塾

主な授業は2つ。リスナーからの投稿コーナー。パーソナリティの宮川に山梨のことを教えるのが目的。
- 16:15グッバイ・マイ・シークレット

リスナーの消し去りたい過去を募集して紹介するコーナー。パーソナリティが綺麗に洗い流す。大失敗や赤面話なども募集

##### ブルボンヌ期
- ボンヌセレクション 今週のアニメソング

毎週、ブルボンヌが自身イチオシのアニメソングを紹介し、それを流すコーナー。
- 14:15 シオのひとり上手になりたくて

ひとりの時間をうまく使ってもらえるように提案するコーナー。
- 15:15 ブルボンヌの虹色眼鏡

ブルボンヌの気になったことをブルボンヌなりの観点を含めながら、喋るコーナー。
- 16:00 モテモテ円満　恋愛塾

恋愛や夫婦関係などの悩みについて、リスナーの体験談やブルボンヌたちの意見をもとに解決していくコーナー。

##### 山田ルイ53世＆森田絵美期
- 14:30 世界ど～でもいい音遺産

日常の中に存在するど～でもいい音をリスナーから募集し、遺産としてコレクションしていくコーナー。
- 14:30 はみだし【過ぎ】TOPICS

最近ネット上で見つけた 『はみ出し過ぎなんじゃないの！？』というトピックスを紹介。情報ライブ モリネ屋に移行。
- 15:15 ちょっとそれ、名付けようやないかーい ( - 2023年度)

世の中のあらゆるもの・事象に付ける名前をリスナーから募集するコーナー。
- 15:30 昼下がりの真子蜜 (2022年度)

壇蜜さんならぬ真子蜜さんが山梨県内の情報を、酸いも甘いも噛み分けてお届けするコーナー。
- 16:00 ててて!TV打ち合わせのコーナー (2021年度)

山田ルイ53世がMCを務める同局制作の「やまなし調べラーズ ててて!TV」との連動コーナー。ててて!TVのディレクターが出演し、当日の放送の公開打ち合わせを行う。
- 16:00 言いたいことも言えないそんな世の中じゃPOISON (2022年10-12月)

週の終り、金曜日の夕方に、相手に面と向かって言えなかった一言や、モヤモヤを吐き出してもらい、スッキリとした気持ちで週末を迎えて頂きたいというコーナー。

## 受賞歴
- 2019年日本民間放送連盟賞 番組部門ラジオ生ワイド番組優秀賞『はみだし しゃべくりラジオ キックス（月曜 梶原しげる・塩澤未佳子）』 - 「電話詐欺」について取り上げた回[7]
- 2024年日本民間放送連盟賞 番組部門ラジオ生ワイド番組最優秀賞『はみだし しゃべくりラジオ キックス（火曜 みほとけ・塩澤未佳子）』 - 「リセット」をテーマにトーク展開した回[8][9]
- 2025年日本民間放送連盟賞番組部門ラジオ生ワイド部門 関東甲信越・静岡地区1位『はみだし しゃべくりラジオ キックス（金曜 髭男爵山田ルイ53世・森田絵美）』 - 「不登校」をテーマに放送した回[10]